# Прикосновение смерти
«Прикосновение смерти» (итал. Quando Alice ruppe lo specchio) — кинофильм.

## Сюжет
Лестер Парсон одержим страстью к азартным играм, тем самым он зарабатывает деньги на убийства немолодых, но богатых вдов.

## В ролях
- Бретт Хэлси — Лестер Парсон
- Риа Де Симоне — Элис
- Пьер Луиджи Конти — Рэнди
- Саша Дарвин — Марджи Макдональд
- Зора Улла Кеслер — Вирджиния Филд
- Марко Ди Стефано — бродяга